# Mike Sokolowski
Michael „Mike” Sokolowski (ur. 24 lutego 1962 w Katowicach) – kanadyjski lekkoatleta, sprinter.
Podczas igrzysk olimpijskich w Los Angeles (1984) kanadyjska sztafeta 4 × 400 metrów z Sokolowskim w składzie zajęła 8. miejsce w finale.

## Rekordy życiowe
- Bieg na 400 metrów – 46,71 (1984)